# Kisharsány
Kisharsány é um município da Hungria, situado no condado de Baranya. Tem 12,93 km² de área e sua população em 2019 foi estimada em 456 habitantes.